# Role and Reference Grammar
Die Role and Reference Grammar (RRG) ist eine strukturalistische und funktionale Grammatiktheorie, die von den beiden US-amerikanischen Sprachwissenschaftlern Robert D. Van Valin, Jr. und William A. Foley in den 1980er Jahren entwickelt wurde.

## Allgemeine Charakterisierung
Die RRG ist eine der in Europa und den USA bekanntesten Grammatiktheorien der Gegenwart. Dies liegt nicht nur an der Vielzahl der von ihr beschriebenen Phänomene des einfachen und zusammengesetzten Satzes. Es liegt auch an dem Geschick, die drei Großbereiche der Grammatik Syntax, Semantik und Pragmatik in einer Theorie schlüssig zu verbinden. Nicht zuletzt hängt dies aber mit der Universalität bzw. der typologischen Adäquatheit dieser Theorie zusammen, die einen Beschreibungsapparat für möglichst viele, im Idealfall alle Sprachen weltweit bereitzustellen versucht.
Nach Van Valin ist die RRG eine struktural-funktionale Theorie („a ‚structural-functionalist theory of grammar‘“, Van Valin 1993:1). Damit liegt sie auf einem Kontinuum mitten zwischen extrem formalen und extrem funktionalen Theorien. Nach einer extrem formalen Theorie wie derjenigen, die den verschiedenen Versionen N. Chomskys zugrunde liegt, ist Sprache ein Inventar struktureller Beschreibungen von Sätzen, die die Lautgestalt und Bedeutung eines sprachlichen Ausdrucks bezeichnen. Sprache wird so auf Grammatik reduziert, wobei kein Platz mehr für kommunikative Funktionen und substantielle Semantik ist und Syntax als ein davon abgesetzter, autonomer Bereich gilt. Die radikale funktionale Konzeption etwa einer „emergent grammar“, die vor allem P. J. Hopper vertritt, liegt am anderen Ende des Kontinuums, indem sie die Saussure’sche Konzeption der Sprache als eines strukturellen Zeichensystems verleugnet und versucht, Grammatik auf Diskurs zu reduzieren. Sprache ist dann letztlich nur eine Ansammlung von fixierten Phrasen und formelhaften Ausdrücken, die durch verschiedene Informationsstrategien und Diskurs-Patterns kodiert werden. Zwischen beiden Extremen liegt die RRG. Gegenüber formalen Theorien betont die RRG, dass die grammatische Struktur nur in Bezug auf ihre semantischen und pragmatisch-kommunikativen Funktionen verstanden und erklärt werden kann: „Syntax is not autonomous“ (Van Valin 1993:2). Gegenüber dem rigiden Funktionalismus verwirft die RRG die Position, dass Grammatik zufällig und daher unlernbar sei, und behauptet demgegenüber, dass die Grammatik semantisch und pragmatisch bestimmt wird.
William A. Foley und Robert D. Van Valin, Jr. hatten gerade ihre Dissertationen über exotische Sprachen in Berkeley abgeschlossen, wobei eine eurozentrische Grammatik oft wenig weiterhalf (Foley 1976; Van Valin 1977), als sie in der zweiten Hälfte der 1970er Jahre die Vorüberlegungen zu einer neuen Grammatiktheorie anstellten. Das erste Dokument war ein gemeinsam verfasster Aufsatz von 1977. Die RRG wurde also bei der Beschreibung der austronesischen, australischen und der Indianersprachen entwickelt. Systematische Konsistenz erlangte diese Theorie erst in der ersten Hälfte der 1980er Jahre. Bis zu dieser Zeit arbeiteten beide Linguisten zusammen. Später trat nur noch Van Valin mit Veröffentlichungen in Erscheinung, während Foley zu einem führenden Feldforscher und Typologen wurde.
An diesen Anfängen wird deutlich, was die RRG kennzeichnet: einerseits die Suche nach einer linguistischen Theorie, die eine Erklärungskraft auch für außereuropäische Sprachen besitzt wie besonders das nordamerikanische Lak(h)ota, das austronesische Tagalog und das australische Dyirbal, andererseits die Frage, wie das Verhältnis und Zusammenspiel von Syntax, Semantik und Pragmatik adäquat beschrieben werden könne.
Der Name dieser Theorie, Role and Reference Grammar oder deutsch: Rollen- und Referenz-Grammatik, geht auf die beiden großen Untersuchungsbereiche zurück: die Ebene der semantischen (Kasus-)Rollen und die Ebene der referentiellen oder pragmatischen Eigenschaften von Nominalphrasen, d. h. die Ebene der Reference Grammar, wie die Pragmatic Grammar in der Anfangsphase auch genannt wurde.